# Deron Malakijan
Deron Malakijan (engl. Daron Malakian; Los Anđeles, 18. juli 1975) je jermensko-američki muzičar i producent, najpoznatiji kao gitarista benda Sistem of a Daun. Takođe je i član benda Skars on Brodvej. Magazin Guitar World ga je proglasio 30. najboljim hevi metal gitaristom svih vremena.

## Biografija
Malakijan je jermenskog porijekla, a rođen je u Los Anđelesu. Godine 1992, dok je bio na snimanju sa svojim bendom, upoznao je Serdža Tankijana, s kojim je dvije godine kasnije osnovao bend Sistem of a Daun. Sa bendom je snimio pet studijskih albuma, koje je ko-producirao sa Rikom Rubinom. Takođe je producirao albume bendova Ambulens i Bed Esid Trip, a osnovao je i vlastitu izdavačku kuću EatUrMusic. Nakon što su u Sistem of a Daunu odlučili uzeti neodređenu pauzu, zajedno sa bubnjarom Džonom Dolmajanom osnovao je novi bend Skars on Brodvej, te su objavili istoimeni album.

## Diskografija
Sa System of a Daunom
- - 1998.
- - 2001.
- - 2002.
- - 2005.
- - 2005.

Sa Skars on Brodvejem
- - 2008.

## Spoljašnje veze
- Zvanični sajt Sistem of a Dauna
- Zvanični sajt Skars on Brodveja